# 변형 체스 기물
변형 체스 기물(器物)은 변형 체스를 할 때 사용하는 용구이다. 영어를 그대로 음역하여 페어리 체스 피스(fairy chess piece) 라고도 부른다.

## 예시
- 퀸 + 나이트 = 아마존
- 룩 + 나이트 = 챈슬러
- 비숍 + 나이트 = 아치비숍
- 직선으로 한 칸 가기: 와지르
- 직선으로 두 칸 뛰어가기: 다바바
- 직선으로 세 칸 뛰어가기: 스리리퍼
- 대각선으로 한 칸 가기: 퍼즈
- 대각선으로 두 칸 뛰어가기: 알필
- 대각선으로 세 칸 뛰어가기: 트리퍼
- 눈목자로 뛰어가기: 캐멀
- 큰눈목자로 뛰어가기: 지라프
- 쓸용자로 뛰어가기: 제브라
- 나이트의 행마를 같은 방향으로 무한 반복하기: 나이트라이더

## 같이 보기
- 우편 체스
- 체스